# Національний університет харчових технологій

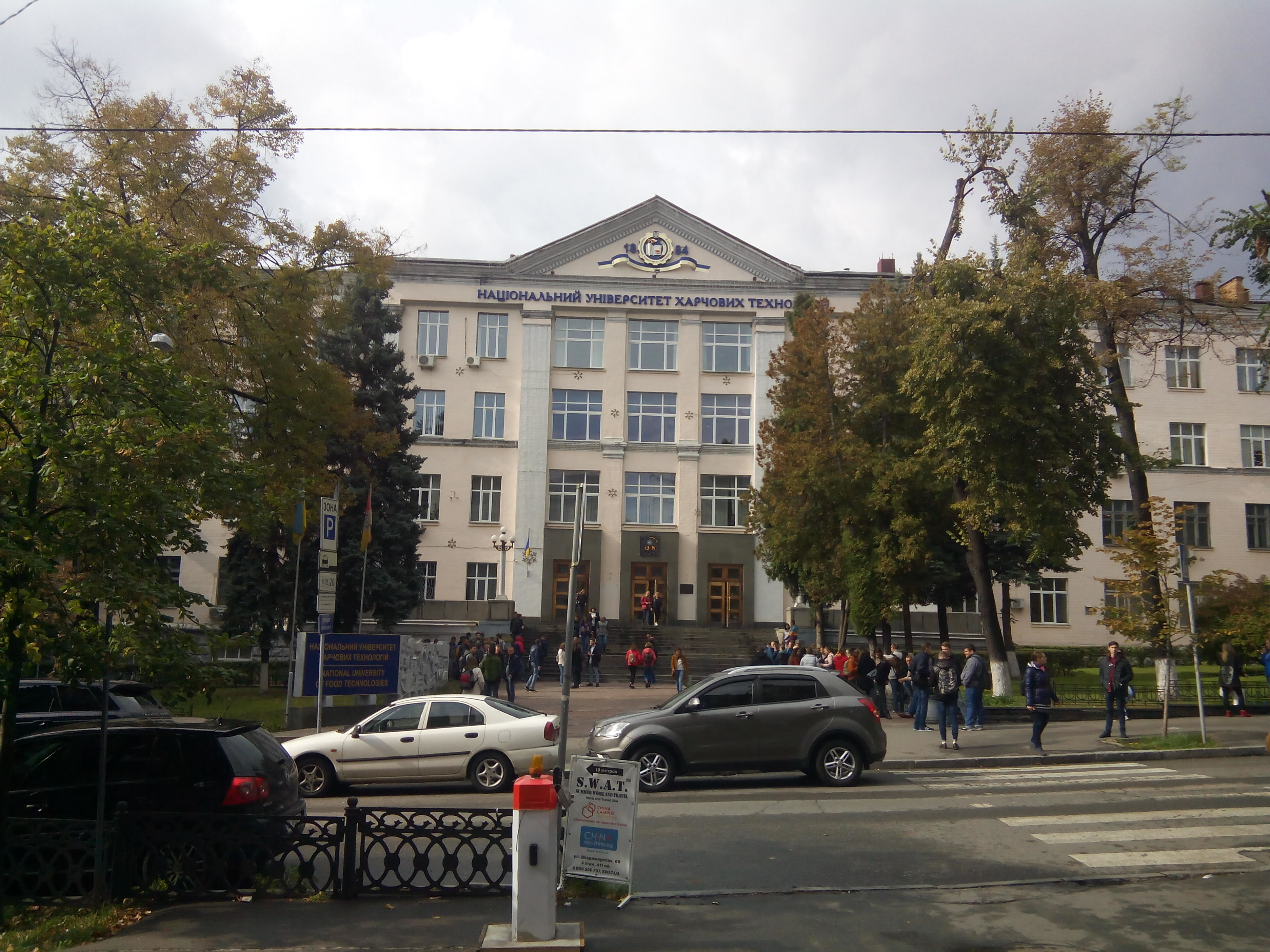
Головний корпус університету.

Націона́льний університе́т харчови́х техноло́гій (НУХТ) — вищий навчальний заклад інженерно-технологічного профілю, який бере початок зі Смілянських технічних класів, заснованих у 1884 році за ініціативи Київського відділення Російського технічного товариства на базі училища графів Бобринських.

## Загальна інформація
Національний університет харчових технологій — навчально-науковий комплекс технічного профілю, де здійснюється підготовка висококваліфікованих фахівців освітньо-кваліфікаційних рівнів «бакалавр», «спеціаліст» і «магістр» за 215 освітніми програмами для м'ясо-молочної, хлібопекарської, кондитерської, фармацевтичної і мікробіологічної промисловості, інших галузей агропромислового комплексу та харчового машинобудування країни. У комплексі здобувають знання близько 30 тисяч студентів та слухачів денної та заочної форм навчання.
НУХТ — заклад вищої освіти IV рівня акредитації. Навчально-виховний процес, науково-методична та науково-дослідна робота забезпечуються в межах шести навчальних підрозділів: Навчально-науковому інституті харчових технологій, Навчально-науковому інженерно-технічному інституті ім. акад. І. С. Гулого, Навчально-науковому інституті економіки і управління, факультеті автоматизації і комп'ютерних систем, факультеті біотехнології та екологічного контролю, факультеті готельно-ресторанного та туристичного бізнесу імені проф. В.Ф.Доценка. Крім того, до складу комплексу входять два інститути післядипломної освіти, три філії: у Сумах, Кам'янець-Подільському та Полтаві, а також 11 коледжів, які знаходяться у різних куточках країни.
В університеті функціонують 42 кафедри (35 із них — випускові), які мають 24 філії та вісім навчально-науково-виробничих комплексів на передових підприємствах, у проектних і науково-дослідних установах. Крім того, за останні роки створені три навчально-виробничих центри, редакційно-видавничий центр, центр інформаційних технологій, який об'єднує комп'ютерні центри навчальних підрозділів, комп'ютерні класи та 52 локальні мережі. В їх роботі задіяні понад 3000 комп'ютерів.
У навчально-науковому комплексі «Національний університет харчових технологій» працюють близько 5000 співробітників, серед яких: понад 120 професорів, докторів наук; близько 800 доцентів, кандидатів наук, 21 академік, 16 лауреатів Державної премії України, заслужені діячі науки і техніки України, заслужені працівники вищої школи, відмінники освіти України.
Фахівців вищої кваліфікації готують в аспірантурі та докторантурі. В університеті функціонують сім спеціалізованих вчених рад із захисту дисертацій за 13 науковими спеціальностями.
Співробітники університету за роки незалежності отримали понад 1600 патентів України на винаходи та корисні моделі, зокрема понад 400 — у співавторстві зі студентами. Крім того, отримано 27 патентів та два авторських свідоцтва за межами України.

## Історія університету

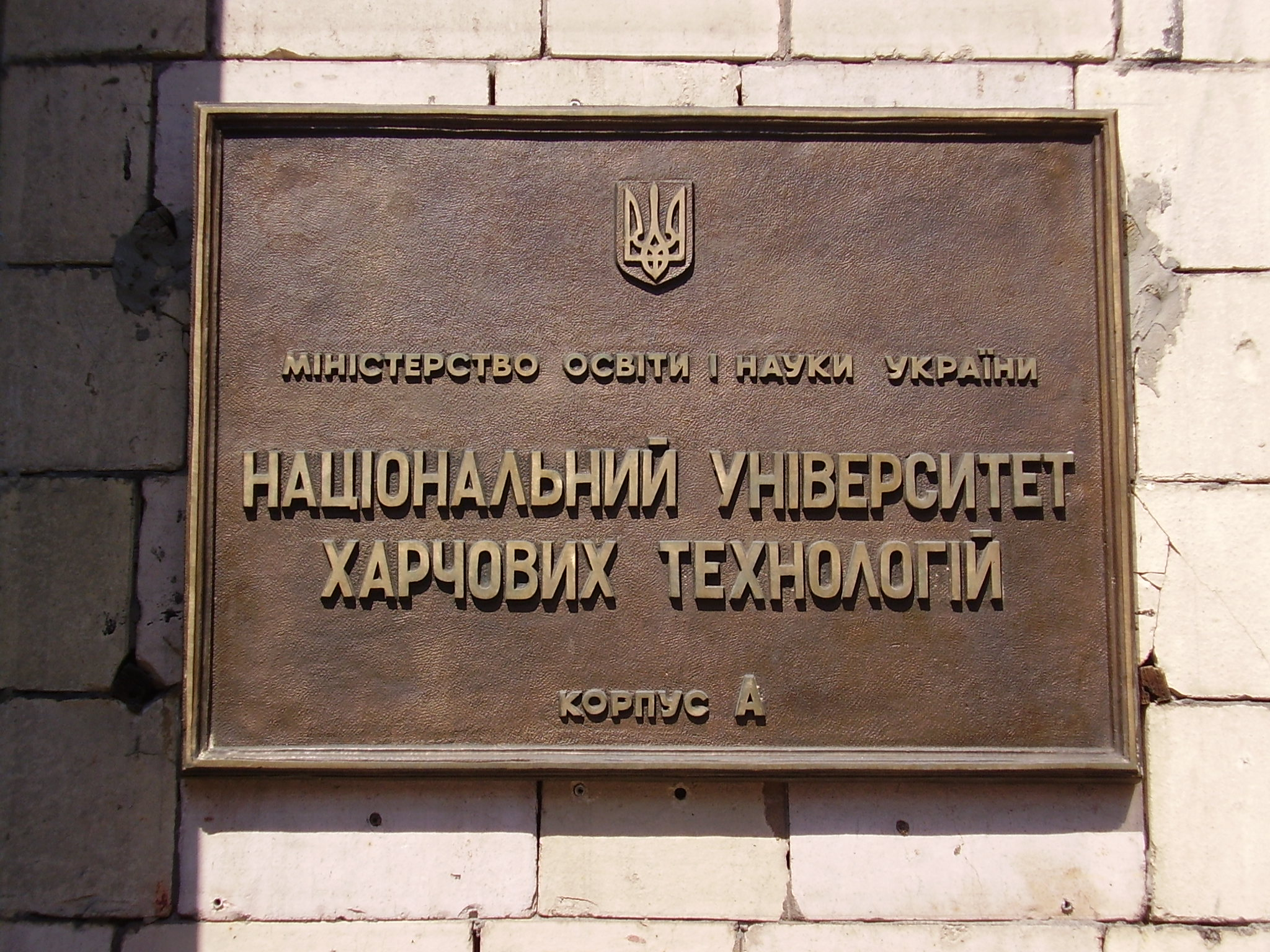
Табличка на головному корпусі

Виникнення спеціалізованого навчального закладу у місті Сміла пов'язане, з одного боку, з розвитком освіти в Російській імперії, створенням Київського відділення Російського імператорського технічного товариства, а з іншого — необхідністю підготовки інженерно-технічних кадрів вищої і середньої ланки для бурякоцукрового виробництва, галузі, що на той час найбільш інтенсивно розвивалася. Отже, історія Національного університету харчових технологій, витоки якої сягають другої половини XIX століття, тісно пов'язана з історією розвитку цукрової промисловості. На той час в Україні вироблялося 84 % цукру від загальноросійського виробництва, і якщо у 1830 році в Україні було шість цукрових заводів, то у 1848 році їх налічувалося 192.
Особливо потребували висококваліфікованих кадрів підприємства графа Олексія Бобринського — цукрозаводчика, якого сучасники вважали засновником цукрової промисловості в Україні й зусиллями родини якого Київ став «цукровою столицею» світу, а Російська імперія увійшла до найбільших виробників цукру. У 1858 році О. О. Бобринський при Смілянському цукрорафінадному заводі заснував початкове училище з трирічним курсом і програмою навчання, яка відповідала програмі церковнопарафіяльної школи. Щорічно навчання в училищі завершували близько 30 осіб, при цьому малозабезпечені учні звільнялись від оплати.
Проблема нестачі кваліфікованих кадрів для цукрової галузі та відкриття спеціалізованого навчального закладу стала важливою справою, і шляхи її вирішення обговорювалися в пресі, починаючи з 1862 р.
У 1866 році за ініціативи одинадцяти приватних осіб — промисловців, інженерів, а також викладачів Петербурзького університету, було створено Російське технічне товариство, мета якого полягала у сприянні розвитку техніки та фабрично-заводської промисловості (у 1874 р. Товариству присвоєно звання Імператорського).
У 1871 р., згідно з рішенням заснованого у 1870 році Київського відділення Російського технічного товариства, провідні учені — професори Д. І. Мєнделєєв, О. М. Бутлеров, Ф. М. Гарнич-Гарницький, П. П. Алексєєв, М. А. Бунге та інші — читали курси публічних лекцій, а кошти, отримані за них, перераховували у фонд організації училища цукроварів. Для відкриття навчального закладу у фонд переказували кошти також власники цукрових заводів.
Разом із тим, у період із 1874 по 1877 рр. засновники училища постали перед гострою проблемою нестачі коштів і незатвердженого з цієї причини статуту училища, попри те що Технічне товариство у 1877 році отримало попередню згоду графа Володимира Бобринського (сина Олексія Бобринського) стати Почесним попечителем навчального закладу.
Голова комісії з технічної освіти Російського Імператорського технічного товариства Є. М. Андрєєв у 1874 році розробив проект закону про працю і навчання малолітніх, який у 1882 році був затверджений як Положення про училища, що перебувають у відомстві Технічного товариства. Згідно з ним, Товариству було дозволено відкривати училища при фабриках і заводах; ці училища поділялися на два розряди — школи і спеціальні класи (технічні, ремісничі, креслення, малювання) та школи загальноосвітні.
Прийняття Положення про училища дозволило Київському відділенню Російського імператорського технічного товариства на своєму засіданні 15 лютого 1884 р. ухвалити рішення про відкриття у місті Сміла технічних класів на базі училища графів Бобринських. Результатом цього стало подання від 22 березня 1884 року до Попечителя Київського навчального округу щодо отримання дозволу на відкриття класів, до якого додавався проект статуту, підготовлений проф. М. А. Бунге.
Після погодження з київським губернатором такий дозвіл було отримано. Циркуляром № 3279 від 16 квітня 1884 року Попечитель Київського навчального округу дозволив відкрити у Смілі дворічні технічні класи. Почесним Попечителем цих класів став, за особистої згоди імператора Олександра III, граф Володимир Бобринський, який асигнував значні кошти на їх відкриття. Таким чином було започатковано спеціалізований технічний навчальний заклад для підготовки технологів, хіміків та майстрів цукрового виробництва.
Місце його розташування пояснювалося як об'єктивною обставиною (зосереджено основне виробництво цукрових буряків), так і суб'єктивним чинником — активністю місцевої влади, яка порушила клопотання і всіляко сприяла відкриттю навчального закладу.
А про значення цього закладу для розвитку цукрової промисловості Російської імперії свідчить увага провідних науковців Росії до підготовки науково-педагогічних кадрів. Так, велику роль у формуванні спеціалістів цукрового виробництва відіграв Петербурзький університет, створений у 1828 р. Нормативний курс технології і технічної хімії, до складу якого входив напрям «Цукрове виробництво», викладали професори П. А. Ільєнков, пізніше — М. В. Скобліков, М. М. Любавін, Д. І. Мендєлєєв. Загалом Петербурзький університет випустив понад 250 інженерів і техніків. Спеціалістів-цукроварів готували й у Московському ремісничому училищі (з 1868 р. — Московське вище технічне училище).
У Київському імператорському університеті Святого Володимира у створенні та науково-методичному забезпеченні наукового напряму з технології виробництва цукру брали участь професори П. П. Алексєєв, М. А. Бунге, Т. І. Лоначевський-Петруняка.
Підготовка фахівців для галузі велася також у Харківському практичному технологічному інституті. Так, випускник природничого відділення Київського імператорського університету Святого Володимира І. А. Красуський протягом двох семестрів слухав лекції та проходив практикум із цукроваріння та буряківництва в лабораторіях Цюріхського і Брауншвейгського політехнікумів. Практичний досвід із цукрового виробництва він одержав під час роботи на цукрових заводах: один рік — у Німеччині на заводі Twulpstedf та один рік — в Росії на Андрушковському заводі. З 1893 р. Іван Красуський працював у Харківському університеті як лаборант агрономічної лабораторії, а після складання іспиту на магістра хімії отримав право як приват-доцент читати лекції на кафедрі хімії.
Першим керівником Смілянських технічних класів став вихованець Механічного відділення Петербурзького технологічного інституту, новатор у галузі очищення цукру М. В. Черіковський. Протягом 40 років він працював на Смілянському цукровому заводі інженером, потім — директором. Завдяки йому класи отримали можливість навчати студентів на території цукрового заводу у приміщенні заводського училища, відкритого О. О. Бобринським. Микола Васильович зміг організувати навчальний процес так, що обидва навчальні заклади працювали незалежно один від одного. Добір викладачів і фінансування закладу відповідало необхідним вимогам.
Одним із головних аспектів успішності смілянських класів було поєднання теорії та практики. Зранку і до опівдня проходили практичні заняття у лабораторіях та майстернях Смілянського цукрового заводу, а друга половина дня була присвячена теорії. Після складання іспитів учні протягом двох літніх місяців закріплювали отримані вміння, працюючи на виробництві, зокрема під час ремонту заводів перед початком чергового сезону цукроваріння.
Після завершення курсу теоретичного навчання кожен випускник мав відпрацювати два роки на цукровому заводі та отримати позитивний відгук від адміністрації про свою поведінку та службову діяльність, а також надати детальний письмовий звіт із пояснювальними кресленнями, після розгляду якого йому видавався атестат від Російського технічного товариства.
Оскільки технічні класи готували керівників середньої ланки, учням викладали багато додаткових курсів. Зокрема, протягом другого семестру у вихідні і святкові дні вони слухали лекції з гігієни, які на початку XX ст. читав доктор Б. С. Козловський. Крім цього, випускники в позаурочний час знайомилися з правилами акцизного нагляду за цукровим заводом, акцизного обліку та ведення відповідної документації.
Значні кошти витрачалися на соціальні потреби. Так, класи власним коштом утримували спільну квартиру (гуртожиток), виплачували допомогу найбіднішим учням, оплачували лікування. Ще до отримання статусу училища Смілянські технічні класи стали зразком організації навчального процесу. Так, на першій Всеросійській гігієнічній виставці у Санкт-Петербурзі (1893 р.) навчальний заклад графів Бобринських отримав Золоту медаль; на XVI Всеросійській Промисловій і Художній виставці (1896 р., Нижній Новгород) за відділенням народної освіти Смілянські технічні класи отримали диплом І розряду, а на Київській сільськогосподарській виставці 1897 року — презентували власну виставку-вітрину. Свідченням вагомого місця, яке посіли класи у суспільстві, були публікації у періодичних виданнях, зокрема схвальні відгуки у журналі «Нива» та стаття професора В. Войкова (1892 р.).
Діяльність класів викликала позитивну оцінку офіційних установ. Так, у 1904 році, згідно з окремою приміткою, їх було включено до звіту Попечителя Київського навчального округу, хоча до цього переліку входили лише заклади із статусом училища. Попечитель, зокрема, відзначав досягнення класів у поширенні професійних знань та їх якісному зростанні, а також прекрасно облаштовані лабораторії й майстерні, високий рівень викладацького складу.
З 1900 по 1907 р. попечителем класів був О. О. Копилов — за відгуками сучасників, талановитий експериментатор і педагог, прибічник поглиблення теоретичної бази при підготовці кадрів для цукрової промисловості. Дбаючи про неперервність навчання, О. О. Копилов звернувся з клопотанням про відтермінування військової служби до досягнення учнями 24-річного віку.
З 1903 р. навчання в Технічних класах тривало три роки. Оскільки швидкий прогрес галузі вимагав від майбутніх спеціалістів не лише фахової, а й ґрунтовної інженерної базової підготовки, відкрито підготовчий клас, де викладали креслення і будівельні роботи, Закон Божий, фізику, хімію, математику, природничу історію. Сплату за навчання малозабезпечених студентів вносили цукрозаводчики. За успіхи в навчанні призначалися іменні стипендії членів імператорської родини і графа Л. О. Бобринського, а також видатних науковців та інженерів галузі — І. Д. Мусатова, М. О. Толпигіна тощо.
У 1906 році класи отримали власне приміщення: граф Лев Бобринський на власні кошти збудував навчальний корпус по вулиці Рафінадній.
У 1907 р. О. О. Копилова змінює на посаді С. Ф. Калінін. За період з 1884 по лютий 1917 рр. технічні класи підготували 440 кваліфікованих спеціалістів, серед яких  керівники цукрових заводів та видатні вчені. Зокрема, випускником Смілянських технічних класів став І. А. Кухаренко, засновник теорії кристалізації цукру, майбутній завідувач кафедри технології цукристих речовин Київського технологічного інституту харчової промисловості.

Навесні 1917 року Смілянські класи рішенням Міністерства народної освіти отримали статус середнього хіміко-технічного училища з 4-річним терміном навчання. Очолив хіміко-технічне училище В. К. Нагорнов. Влітку того ж року Російське технічне товариство констатувало: 
|  | Смелянские Технические Классы, вступающие в 34-ый год своего существования, являлись до сего времени не только в нашем крае, но и во всей России старейшим учебным заведением для подготовки служащих-специалистов сахарных заводов, но с развитием и повышением профессионального образования в стране вообще, и усовершенствованием сахарной промышленности, будут предъявляться к Техническим Классам большие требования, а таковыя удовлетворить представится возможным лишь, преобразовав их в среднее химико-техническое училище |

 Про зацікавленість Тимчасового уряду у підготовці кадрів для цукрової промисловості яскраво свідчить збільшення фінансування діяльності училища: від 16 432,5 рублів до 32 525 рублів на рік.
Події 1917—1918 рр. внесли свої корективи у життя навчального закладу. Німецька окупація Сміли у 1918 р., а після неї — невизначеність періоду Директорії негативно позначилися на діяльності училища. Частину обладнання з майстерень вивезли до Німеччини, а під час погрому, влаштованого «Смілянською сотнею вільного козацтва» Я. Водяного, було знищено частину лабораторного обладнання. Однак, попри ці обставини, викладачі та студенти продовжили навчання.
У 1918 році завідувачем Смілянського хіміко-технічного училища став випускник природничого факультету Петроградського університету О. С. Соколов, який продовжив його розвиток. З початком НЕПу (1921 р.) училище було реорганізовано у Технікум харчової промисловості, а наступного року при ньому було відкрито професійну школу. Виходячи з потреб харчової промисловості, у 1922 році в технікумі започаткували два відділення — механічне та відділення бурякоцукрового виробництва.
Отже, початок 1920-х років вважається стартовим етапом розгалуження навчального закладу: поряд із вищою школою — Смілянським технікумом харчової промисловості — існував також заклад середньої спеціальної освіти, Смілянська профшкола. У звіті за літній триместр 1923 р. технікум кваліфікувався як вищий навчальний заклад, випускники якого працювали в усіх союзних республіках за спеціальністю «цукроваріння».
Ішлося також про відкриття хімічного відділення. У доповідній записці з питань складання навчального плану Смілянської профшколи і технікуму цукрової промисловості зазначалося: «…химическое отделение более всего приблизилось к действительным потребностям сахарной промышленности. Но вместе с тем оно стало особняком от механического и агрономического отделения, составляя как бы самостоятельное учебное заведение».
Уже під час прийому на 1923 навчальний рік обумовлювалося, що курс навчання у профшколі становитиме два роки, а у технікумі — три. Для вступу до профшколи вимагалося закінчення семирічної трудової школи в Україні або двох перших класів школи другого ступеня для вихідців із Росії. Прийом відбувався за результатами іспитів із політграмоти, арифметики, алгебри, геометрії, природознавства та позитивної оцінки письмових творів українською чи російською мовою. Умови вступу на всі три відділення профшколи були однакові.
Для вступу до технікуму вимагалося закінчення профшколи за профільною спеціальністю і складання вступних іспитів як із загальноосвітніх, так і зі спеціальних дисциплін. Так, від вступників на хімічне відділення вимагалися достатні знання з політграмоти, арифметики, алгебри, геометрії, тригонометрії, фізики, цукрового виробництва, неорганічної хімії, а також написання твору на задану вільну тему українською чи російською мовою і зняття з натури ескізу. Для вступу на механічне відділення вимагалися достатні знання з вищезгаданих шкільних предметів, а також виконання контрольної роботи зі столярної та слюсарної справи. Студентами агрономічного відділення (закритого у 1924 р.) могли стати претенденти, які склали іспити з політграмоти, арифметики, алгебри, геометрії, тригонометрії, фізики, основ неорганічної хімії, ботаніки, зоології та виконали твір на задану тему.
Із перетворенням хіміко-технічного училища на технікум різко зросли вимоги до викладання та організації навчально-виховного процесу. На зміну О. С. Соколову прийшов П. М. Кислинський, який став першим директором технікуму.
Саме на початок його діяльності припало значне оновлення викладацького складу. П. Кислинському вдалося залучити до викладання приват-доцента Київського політехнічного інституту, директора Черкаського інституту народної освіти О. Ю. Архиповича; викладача Петроградського політехнічного інституту К. О. Курбатова; співробітника Української академії наук І. В. Ліндемана; кандидата фізико-математичних наук І. П. Чефранова.
Оновлення викладацького складу дозволило у найкоротші терміни підвищити ефективність навчання. Уже в 1924 році Смілянський технікум став єдиним технікумом цукрового виробництва на території Радянського Союзу. Випускники технікуму отримували кваліфікацію інженерів-хіміків і інженерів-механіків. За ініціативою П. М. Кислинського Укрпрофосвіта ухвалила рішення про створення кафедри машинобудування (1926 р.), зважаючи на те, що «основи машинобудівництва і особливо будівництво апаратури цукроварень складають одну із головних дисциплін Технікуму».
Значною проблемою для колективу стало рішення Укрпрофосвіти про розформування профшколи, адже більше половини студентів починали навчання саме з неї, приходячи до технікуму з ґрунтовною фаховою підготовкою. П. М. Кислинський як директор технікуму доклав багато зусиль для її відродження, і відповідною ухвалою Народного комісаріату освіти УРСР її було відновлено, а навчання розпочато з 1 січня 1929 р.
Важливість навчального закладу для цукрової промисловості Радянського Союзу зумовила необхідність підвищення професійного рівня викладачів. Уже в 1928 році у технікумі працювало шість професорів другої групи (за тогочасною класифікацією вчених звань); саме тоді звання професора отримав і П. М. Кислинський.
Враховуючи високий рівень підготовки спеціалістів і активну наукову діяльність колективу, Колегія Народного комісаріату освіти УРСР від 28 листопада 1929 р. ухвалила рішення про створення на базі технікуму Смілянського цукрового інституту.
На посаді директора інституту П. М. Кислинський пропрацював недовго: за сфабрикованою справою про «злочинницьку» організацію «Промпартія» 22 березня 1931 року він був заарештований і засуджений до чотирьох років заслання у Вологду. До Сміли він більше не повернувся. Повністю П. М. Кислинського було реабілітовано лише 24 квітня 1959 року.
Рубіж 1920-30-х рр. відзначився кардинальними перетвореннями у народному господарстві, створенням нових та реконструкцією існуючих галузей промисловості. Гостро постала проблема нестачі інженерних кадрів.
У 1930 році на базі Смілянського інституту цукрової промисловості, а також цукрових факультетів Кам'янець-Подільського хімічного інституту і Київського політехнічного інституту було створено Київський інститут цукрової промисловості (КІЦП). Інститут мав три факультети: цукровий (хімічний), механічний (устаткування цукроварень) та економічний; підпорядковувався виш Союзцукрові Народного комісаріату торгівлі СРСР. Після масштабної реорганізації керівником закладу став доктор технічних наук, професор, заслужений діяч науки РРФСР В. Б. Фремель (1930—1931 рр.).
Відповідно до загального плану будівництва ВНЗ України, почали зводити навчальний корпус у районі Повітрофлотського проспекту. Союзцукор виділив для цих потреб понад 3 млн крб., і вже у листопаді 1931 р. інститут отримав власне приміщення (доти студенти навчалися у Смілянському та Київському відділеннях).
У 1930 р. до інституту на навчання було зараховано 450 осіб. На шести кафедрах активно розроблялися нові навчальні плани і програми. До складу інституту увійшли також кафедри цукрового виробництва Харківського та Ленінградського технологічних інститутів, і він одержав назву «Київський інститут технології цукру» (КІТЦ).
Наступним директором став випускник інституту П. Ф. Неминущий (1932 р.). Передчасна смерть обірвала його життя на 36 році.
У цей час було майже повністю облаштовано навчальні приміщення; будувалися студентські гуртожитки, бібліотека, їдальня, будинок для професорсько-викладацького складу, навчальні майстерні, спорткомплекс, оснащувалися сучасним обладнанням лабораторії та навчальні кабінети. У структурі інституту створено Музей цукрової промисловості. Функціонували дослідні спиртовий та цукровий заводи, рентген-кабінет.
Яскравою ілюстрацією до портрету сталінської епохи стала доля наступника П. Ф. Неминущого, також випускника Київського інституту технології цукру Ф. К. Стефанського (1932—1937 рр.). Учасник громадянської війни, нагороджений орденом Червоного прапора, він у 1937 році отримав направлення на роботу в Облхарчопром, потому був репресований і загинув у добу сталінського терору.
У 1933 р. до складу КІТЦ увійшло багато нових інститутів, факультетів та кафедр хіміко-технологічного та харчового профілю: Київський кондитерський і ферментативний інститути, механічний факультет Воронізького хіміко-технологічного інституту харчової промисловості, факультет механізації сільського господарства Білоцерківського сільськогосподарського інституту та механічний факультет Полтавського інституту технології м'яса. Відтак КІТЦ було перейменовано у Київський хіміко-технологічний інститут харчової промисловості (КХТІХП), до складу якого увійшли три факультети: механічний, хіміко-технологічний та економічний.
Збільшився і контингент студентів. Якщо в 1930 р. в інституті навчалося 450 студентів, у 1931 р. — 824, то 1937—1938 рр. — вже майже 2 тисячі. За п'ять років (1932—1937 рр.) інститут підготував 1200 інженерів-технологів, економістів і механіків для харчової промисловості. Це був результат роботи висококваліфікованого професорсько-педагогічного складу — академіків М. М. Кравчука, М. М. Боголюбова, М. В. Птухи, професорів І. А. Кухаренка, В. І. Можара, Г. Г. Де-Метца, П. В. Головіна, М. А. Кондака, М. А. Кічігіна, А. А. Фукса, О. О. Кірова тощо.
У 1935 році КХТІХП перейменували у «Київський технологічний інститут харчової промисловості ім. А. І. Мікояна». Під цією назвою впродовж 55 років він не лише здобув визнання і посів чільне місце у вищій школі колишнього Радянського Союзу, а й був знаний далеко за його межами.
У ці роки пріоритетним став акцент на підготовку власних науково-педагогічних кадрів. Із 1935 р. інститут отримав право присуджувати науковий ступінь кандидата наук і приймати до захисту докторські дисертації. Вчених інституту залучали до створення устаткування і впровадження новітніх технологій для галузей харчової промисловості.
З цією ж метою у травні 1934 р. в інституті створено Науково-дослідний центр, науковою роботою в якому займалася значна кількість студентів. Провідні позиції серед інших студентських колективів КТІХП посідав у 1930-х роках також в організації культурного дозвілля, спорту, підготовки молоді до оборони Батьківщини.
У 1937 році директором інституту став М. А. Мікулін (1937—1938 рр.). За його діяльності розгорнуто широку спортивно-масову і оборонну роботу; велике значення приділялось військово-патріотичному вихованню. При інституті засновано волейбольну і футбольну команди, стрілецький, мотоциклетний, автомобільний, радіотехнічний та інші гуртки. Велика увага приділялась розвитку студентської самодіяльності. Інститут мав власний клуб із великою глядацькою залою. Активно працювали драматичний, хоровий, літературний, хореографічний гуртки, струнний, домровий та духовий оркестри, ансамбль українського танцю.
З 1938 року інститут очолив випускник КТІХП Я. Е. Кац (1938—1941 рр.), декан механічного факультету. У 1941 р. він організовував евакуацію навчального закладу до тилу, а сам залишився в Києві на підпільній роботі й загинув від рук фашистів.
За десять передвоєнних років в інституті було підготовлено понад 2 500 інженерів-технологів, механіків, економістів, що втричі перевищувало ту їх кількість, яка працювала в харчовій промисловості Радянського Союзу.
Київський технологічний інститут харчової промисловості став одним із провідних вишів країни. У 1938—1939 навчальному році його було занесено до Книги найкращих вищих навчальних закладів республіки, а в лютому 1941 р. визнано найкращим навчальним закладом серед ВНЗ Наркомату харчової промисловості СРСР.
З початком Великої Вітчизняної війни колектив інституту, не припиняючи навчального процесу, основні зусилля спрямував на відсіч ворогові. Із добровольців сформували винищувальний батальйон; викладачі і студенти працювали на спорудженні навколо Києва оборонних укріплень. Понад 600 працівників і студентів приєднались до лав армії. Під час евакуації міста колектив доклав усіх зусиль, щоб вивезти в тил найцінніше устаткування та людей, — спочатку до Воронежа, де навчальний процес відбувався у місцевому хіміко-технологічному інституті, а з 1942 р. — до Бійська Алтайського краю.
У листопаді 1943 р., одразу після визволення Києва, колектив інституту повернувся з евакуації. Директором КТІХП було призначено професора О. А. Камєнєва. Головним завданням, яке постало перед керівництвом інституту, стала організація навчального процесу у складних умовах відсутності необхідного обладнання і великої кількості зруйнованих приміщень.
У березні 1944 р. директором КТІХП став І. Г. Грицюк. Маючи чималий досвід організатора і науковця (у 30-ті роки брав участь у створенні технікуму спиртової промисловості, перед самою війною закінчив аспірантуру у КТІХП, підготувавши кандидатську дисертацію, а в 1943 р., займаючи посаду головного інженера, достроково увів до ладу у Кіровській області спиртовий завод), новий керівник спрямував зусилля на відбудову навчального закладу. Про енергійні та ефективні дії керівництва й колективу інституту переконливо свідчить той факт, що до Дня Перемоги — 9 травня 1945 р. — КТІХП практично відновив довоєнний кількісний склад викладачів і студентів.
Після війни ущент зруйновану навчальну та виробничу базу КТІХП урядові органи ухвалили відновити на новій території у центрі міста, між вулицями Володимирською, Тарасівською і Льва Толстого. Асигнували чималі кошти на спорудження нового навчального корпусу, розрахованого на 2500 студентів, двох студентських гуртожитків, двох житлових будинків для професорсько-викладацького складу, споруд культмасового та господарського призначення.
У 1947 р. І. Г. Грицюк був призначений Міністром смакової промисловості і в подальшому перебував на відповідальних державних посадах.
Справу розбудови інституту продовжив новий ректор — П. Д. Федоров, який обіймав цю посаду у 1947—1962 рр. Випускник Смілянського цукрового інституту, з 1935 р. П. Д. Федоров працював викладачем КТІХП, заступником декана механічного факультету, в 1941 р. добровольцем пішов на фронт; кавалер багатьох бойових нагород. Тяжка хвороба обірвала його життя на 59-му році.
Інститут швидко зростав. У середині 1950-х рр. завершилася перша черга масштабної відбудови — ввели в експлуатацію секції головного корпусу, актову залу на 800 місць, гуртожитки, житлові приміщення; зросли виробничі потужності. Організаторами цієї роботи були як загартовані війною фронтовики, так і ті, хто повернувся з евакуації. Це передусім В. О. Аністратенко, В. Т. Гаряжа, М. О. Архипович, Г. С. Демчук, Л. Г. Прилипко, Г. Ю. Дмитренко, І. М. Головенко, А. А. Ліпєц та багато інших, які успішно завершили навчання в інституті, захистили кандидатські та докторські дисертації, очолили найважливіші ділянки ректорату, деканатів, кафедр.
З вересня 1962 р. по квітень 1963 р. інститут очолював В. В. Бєлявський. В цей період продовжувалась розбудова університету, зростав контингент студентів. Так, якщо у 1959—1960 н.р. на 1 курс було зараховано 440 студентів, то у 1962—1963 н.р. — вже 990 (400 — на денну форму навчання, 590 — на вечірнє відділення і заочний факультет).
У 1963 р., у зв'язку із ліквідацією раднаргоспів, І. Г. Грицюк знову повертається до КТІХП на посаду ректора. Вдруге очолюючи навчальний заклад, він вирішив створити справжній політехнічний інститут. Першим кроком до цього було відкриття нових факультетів. На базі існуючого технологічного факультету створено факультети технології цукристих речовин та технології бродильних виробництв; зі складу механічного факультету виділено факультет теплоенергетики та автоматизації. Другим кроком стало відновлення роботи економічного факультету, переведеного раніше до Одеси. Наступним етапом стало відкриття у 1965 р. нового факультету — технології м'ясо-молочних виробництв. Створювалися, відповідно, і нові кафедри та лабораторії. За ініціативи ректора на роботу до інституту було запрошено провідних вчених — академіка Й. З. Штокала, професорів В. М. Стабнікова, А. А. Наумова, О. М. Шалигіну, М. С. Пасічника та інших.
Продовжувалося оснащення навчального процесу новими технічними засобами.
Велику допомогу у забезпеченні навчального процесу надавала студентам і викладачам бібліотека, у якій на той час нараховувалось уже близько 400 тис. примірників літератури. У 1964 р. бібліотека отримала нове приміщення площею 1800 кв. м.
Обсяг наукових досліджень за п'ятиріччя — з 1965 по 1970 рр. — порівняно з попереднім періодом збільшився в 3,5 рази, а економічна ефективність від їх впровадження підвищилась майже в 7 разів.
Зміцненню зв'язків науки з виробництвом сприяла і виробнича практика студентів. Згідно з наказами головних управлінь відповідних міністерств, інститут використовував як бази практики 120 цукрових і 36 спиртових заводів, 27 кондитерських фабрик, 52 хлібозаводи, 27 пивзаводів та шість заводів медичних препаратів і білкових вітамінних концентратів. У зв'язку зі зростанням контингенту студентів, відкриттям нових спеціальностей, із появою нових, у тому числі випускових, кафедр ректорат ухвалив рішення про переобладнання студентських гуртожитків, розташованих у межах головних площ інституту, в навчальні корпуси. Водночас на проспекті Науки розпочато будівництво студентських гуртожитків і створення студентського містечка.
У 1960-х рр. КТІХП міцно утримував позиції провідного вищого навчального закладу з підготовки кадрів харчовиків не лише в УРСР, а й на теренах СРСР.
З 1970 по 1973 р. інститут очолював І. М. Федоткін, доктор технічних наук, професор, видатний учений у галузі тепломасообмінних процесів, автор сотень наукових праць, десятків книг, авторських свідоцтв та патентів на винаходи, який особисто підготував 78 кандидатів та 11 докторів наук.
У ці роки вдалося зміцнити навчально-виробничу базу, поліпшити житлові та культурно-побутові умови студентства. У 1972 р. після реконструкції переданого інститутові приміщення школи № 45 введено в експлуатацію новий навчально-лабораторний корпус, гуртожиток на 665 місць, а у 1973 р. — ще один гуртожиток на 643 місця.
На початку 70-х років у структурі КТІХП, відповідно до Статуту, функціонувало вісім факультетів: механічний, теплоенергетики і автоматизації харчових виробництв, технології цукристих виробництв, технології хлібопекарських виробництв, технології бродильних виробництв, технології та обладнання виробництв м'ясної і молочної промисловості, інженерно-економічний та загально-технічний. Вони об'єднували 32 кафедри.
Професорсько-педагогічний склад станом на 1 січня 1971 р. нараховував 362 викладачі, в тому числі 18 докторів наук та 208 кандидатів наук.
З 1974 по 2003 рр. ректором КТІХП, а згодом УДУХТ (з 1993 р.) і НУХТ (з 2002 р.) був доктор технічних наук, професор, академік Української академії аграрних наук, лауреат Державної премії в галузі науки і техніки, заслужений діяч науки і техніки І. С. Гулий. У непростий перебудовний час, у роки становлення незалежної Української держави І. С. Гулий зумів не тільки зберегти здобутки своїх попередників, а й згуртувати колектив для вирішення нових масштабних завдань як у галузях традиційних харчових технологій, так і у створенні в Україні індустрії здорового харчування. Саме за ініціативою Івана Степановича та його безпосередньої участі в університеті вперше в Україні було ліцензовано нову спеціальність «Технологія харчових продуктів оздоровчого та профілактичного призначення», і в 1999 році здійснено набір студентів. З цього часу науково-педагогічний колектив та випускники університету беруть на себе відповідальність за здоров'я української нації і гідно несуть цю високу місію.
1980 року КТІХП нагороджено Орденом Трудового Червоного Прапора за заслуги в підготовці висококваліфікованих спеціалістів для народного господарства і розвиткові науки в галузях харчових технологій.
Це були роки впевненого поступу: удвічі зросла матеріально-технічна база закладу, контингент студентів збільшився у чотири рази, значно покращився якісний склад викладачів, створено нові структурні підрозділи, кафедри і факультети: енергетичний; автоматизації і комп'ютерних систем; факультет обліку, фінансів і підприємницької діяльності. З метою поліпшення якості та ефективності навчального процесу було створено відділ технічних засобів навчання, знімалися навчальні документальні фільми та діафільми. У середині 1980-х років КТІХП був єдиним вищим навчальним закладом в Україні, який у навчальному процесі використовував замкнену систему кольорового телебачення.
Яскравим прикладом покращення матеріально-технічної бази інституту є новобудови цього періоду — лабораторний корпус загальною площею 10 878 кв. м. (1982 р.), студентська їдальня, спортивний комплекс (1998 р.).

### Новітній час
У 1993 році за результатами державної акредитації КТІХП був наданий статус вищого державного навчального закладу IV рівня та назва «Український державний університет харчових технологій». У 2002 році, враховуючи загальнодержавне і міжнародне визнання результатів діяльності університету, його вагомий внесок у розвиток національної освіти і науки, Указом Президента України університетові надано статус Національного. Відтоді він носить назву «Національний університет харчових технологій» (НУХТ).
Цей статус є визнанням як минулих заслуг колективу у підготовці фахівців для народного господарства та істотних наукових досягнень, так і нинішньої ролі НУХТ у підготовці висококваліфікованих фахівців і науковців з усіх сучасних спеціальностей харчової промисловості, прикладної механіки, автоматизованих комп'ютерних систем, економіки та фінансів, готельно-ресторанного та туристичного бізнесу.
З 2003 по 2010 рр. НУХТ очолював випускник університету, доктор технічних наук, професор А. І. Українець.
У цей період процес інтеграції НУХТ до європейського та світового освітнього простору відзначився передусім входженням до IUFoST (Світової організації з харчової науки та технології) — неприбуткової асоціації національних організацій спеціалістів та науковців харчової промисловості. Тривали роботи з поліпшення матеріально-технічної бази, покращення умов праці, проживання і відпочинку студентів та викладачів.
У листопаді 2004 року на базі підготовчих курсів, які працювали в університеті з 1961 р., створено новий структурний підрозділ — факультет доуніверситетської підготовки.
У 2007 році, у зв'язку з відкриттям нових спеціальностей, факультет технології цукристих речовин та функціональних харчових продуктів було реорганізовано у два: технологій оздоровчих продуктів та готельно-ресторанної справи й біотехнології та екології.
6 травня 2009 року Національний університет харчових технологій прийнято до лав Міжнародної Асоціації Університетів (МАУ).
З вересня 2010 року до листопада 2014 року університет очолював доктор хімічних наук, професор С.В. Іванов.
З приходом нового ректора намітились і нові парадигми у розвитку НУХТ. Так, у листопаді 2010 року Національний університет харчових технологій став співзасновником корпорації «Науковий парк Київського національного університету імені Тараса Шевченка».
У цьому ж році університет приєднався до Національної інноваційної мережі трансферу технологій NTTN, завданнями якої є передача технологій між науковим і промисловим секторами економіки, а також пошук партнерів для здійснення кооперації в розробленні та впровадженні нових наукомістких технологій.
Тоді ж університет став членом Європейської Асоціації інтеграції харчових наук та інженерних знань у харчовій галузі (ISEKI-Food Assosiation).
3 листопада 2014 року по квітень 2020 року університет знову очолював доктор технічних наук, професор А.І.Українець.
За його ініціативи навчальні плани, за якими в університеті готують і «бакалаврів», і «магістрів», були приведені у відповідність до європейських. Для цього випусковими кафедрами спільно з відділом міжнародних зв'язків проведена ґрунтовна і кропітка робота – було налагоджено зв'язки з провідними вищими навчальними закладами Європи, вивчено навчальні плани і порядок організації навчального процесу. Відтоді наші викладачі проходять стажування за спорідненими спеціальностями у вишах Нідерландів, Німеччини, Польщі, Словаччини, Швейцарії тощо.
Здобувачі вищої освіти слухають англійською мовою окремі дисципліни за вибором, лекції відомих професорів із провідних європейських навчальних закладів, беруть участь у проєктах академічної мобільності, що сприяє інтеграції випускників Національного університету харчових технологій в європейський і світовий науково-економічний простір.
У листопаді 2020 року ректором обраний випускник університету, доктор технічних наук, професор Олександр Шевченко. Волевиявлення колективу навчально-наукового комплексу університету було затверджено Міністерством освіти і науки України й у грудні 2020 року укладений відповідний контракт між МОН і О.Ю.Шевченком.
Відтоді розпочалася оптимізація управлінської інфраструктури, зростання виконавської відповідальності внутрішньоуніверситетських структурних підрозділів завдяки розширенню їх автономії, створення сучасної інформаційної системи управління університетом, впровадження ефективної системи використання ресурсів університету, реалізація програми енергозбереження, оптимізація витрат електроенергії, води й тепла, розвиток корпоративної культури і академічної доброчесності.
У навчальному процесі ширше почали застосовуватися нові технології і методи навчання, постійно триває процес удосконалення дистанційної форми навчання, активно розвивається дуальна форма навчання, вперше в Україні були розроблені й упроваджені міждисциплінарні освітньо-наукові програми підготовки здобувачів вищої освіти за другим (магістерським) рівнем вищої освіти, успішно функціонує й активно вдосконалюється внутрішня система забезпечення якості вищої освіти.
Триває розширення міжнародного співробітництва університету із зарубіжними ЗВО, асоціаціями, фірмами та фондами зарубіжних країн, активізувалася участь здобувачів освіти, науковців і викладачів у міжнародних грантових проєктах і програмах академічної мобільності, наукові періодичні видання університету увійшли до наукометричних баз даних Scopus и Web of Science, створені умови для ефективного стажування професорсько-викладацького складу в провідних зарубіжних освітніх і наукових центрах.
Розвивається активна співпраця зі стейкхолдерами, за сприяння яких створюються навчально-наукові центри і лабораторії, модернізується лабораторна база кафедр, читаються гостьові лекції для здобувачів освіти, відбуваються практичні заняття в умовах виробництв, здобувачі освіти отримують можливості для проходження практики та стажування.  
Сьогодні Національний університет харчових технологій – провідний вищий навчальний заклад, у якому здійснюється підготовка висококваліфікованих фахівців для всіх галузей господарства.
Зараз у складі університету – 3 Навчально-наукових інститути, 3 факультети, 37 кафедр, 29 із яких – випускові; 2 інститути післядипломної освіти, 11 коледжів, 2 філії, розташовані у різних регіонах України; розвинена науково-дослідна частина, осередком якої є Проблемна науково-дослідна лабораторія.
Педагогічний колектив університету налічує близько 500 викладачів. Серед них: 12 академіків, майже 80 професорів та докторів наук, більш ніж 350 кандидатів наук. Всього у навчальному комплексі НУХТ навчається понад 15 тисяч студентів і працює більш ніж 5,5 тисяч науково-педагогічних співробітників. Ліцензований обсяг прийому студентів становить 8565 осіб. Фахівців вищої кваліфікації готують в аспірантурі та докторантурі. В університеті функціонують 6 спеціалізованих вчених рад із захисту дисертацій за 10 науковими спеціальностями. Важливими ланками науково-методичного та інформаційного забезпечення навчального процесу є наукова бібліотека, фонди якої становлять понад 1 млн. примірників літератури; редакційно-видавничий комплекс; розгалужена мережа INTERNET, зокрема інституційний репозитарій.
Зберігаючи та розвиваючи позитивний досвід вітчизняної освіти, університет сприймає і запроваджує кращі світові стандарти підготовки фахівців. Це забезпечує соціальну захищеність випускників, підвищений попит на них у промисловості та бізнесі. Постійно зростає також конкурс вступників при щорічному наборі студентів.
Оперативне реагування керівництва університету на тенденції ринку праці створює міцну основу для утримання навчального закладу на світовому рівні освіти. На це спрямована і гуманітарна підготовка студентів, орієнтована на активну творчу діяльність фахівців у різних галузях економіки, а також на усвідомлення ними відповідальності перед народом України, необхідності успадкування духовних надбань, формування високої культури міжнаціональних взаємин, набуття соціального досвіду, утвердження громадянського демократичного суспільства.
Національний університет харчових технологій сьогодні – це навчальний заклад із великим науковим потенціалом. Широко відомі в Україні і за її межами 35 наукових шкіл університету за 16 тематичними напрямами наукових досліджень і науково-технічних розробок. Збагачені сучасним змістом, нині вони тісно пов’язані з науково-технічним прогресом і визначають його пріоритети у галузі харчових технологій.
Учені університету – автори величезної кількості винаходів, їх наукові досягнення високо оцінені на державному рівні – понад 40 науковців стали лауреатами Державної премії України в галузі науки і техніки.
Співробітники університету за 30 років незалежності отримали понад 2000 патентів України на винаходи та корисні моделі, зокрема більше 1000 – у співавторстві зі студентами. Крім того, отримано 27 патентів та 2 авторських свідоцтва за межами України.
Суттєво посилена робота з поновлення та підписання договорів про співпрацю із зарубіжними вищими навчальними закладами харчового профілю. Нині діють більше 50 договорів про спільну науково-технічну діяльність із спорідненими ЗВО, зокрема – Вищим інститутом харчової і смакової промисловості в Пловдиві (Болгарія), Словацьким політехнічним інститутом (Словаччина), Ханойським політехнічним інститутом (В’єтнам), Комп’єнським технологічним університетом (Франція), Люблінською та Білостоцькою політехніками (Польща), Мюнхенським університетом та Потсдамським інститутом перероблення зерна (Німеччина). Налагоджено зв'язки і окреслено напрями подальшої академічної співпраці з Пенсільванським університетом (США), Манчестерським університетом (Великобританія). 9 червня 2011 року НУХТ прийнято до Мережі університетів Чорноморського регіону; у вересні цього ж року навчальний заклад приєднався до Великої Хартії Університетів. У 2012-2015 рр. університет працював над міжнародним науковим проєктом PRORES (Pro-ecological restructuring for job) Сьомої рамкової програми Європейського союзу підтримки навчання та розвитку кар'єри дослідників. З 2019 року успішно виконуються і щороку виборюються нові проєкти програми Еразмус+ за модулем Жана Моне.
Досягнення університету – це результат самовідданої праці всіх поколінь його педагогів і науковців, а також керівників університету – від першого очільника технічних класів М.А. Бунге до нинішнього ректора, професора О.Ю. Шевченка. Кожний студент і випускник університету усвідомлює свою велику причетність до загальної справи, до іміджу свого навчального закладу, його традицій та до розбудови незалежної України. Життєвим кредо наших випускників є гасло: «Цього ще ніхто не робив – ми перші!». І з ним університет орієнтований у майбутнє.

## Наукові школи
В НУХТ склалися і функціонують такі традиційні наукові школи:
- технологія цукрового виробництва;
- біотехнологія продуктів бродіння;
- удосконалення технології хлібобулочних і кондитерських виробів з метою інтенсифікації виробництва, в тому числі з використанням нетрадиційної сировини;
- створення нових хлібопекарських і кондитерських печей;
- теорія і практика кристалізації цукру;
- теорія і практика ректифікації етилового спирту; теорія і практика екстракці;
- промислова теплоенергетика;
- автоматизація та комп'ютерно-інтегрувальні технології;
- теорія і практика пакувальної техніки і технологій;
- електротехнологія харчових виробництв;
- підвищення надійності і довговічності обладнання харчових виробництв;
- дослідження, розроблення і вровадження біохімічних методів очищення стічних вод;
- фізичні методи оброблення харчових продуктів з метою підвищення їх якості збільшення терміну зберігання та покращання харчової цінності.

## Кампуси та корпуси
Базовий навчальний заклад у Києві розміщується у 8 корпусах. У корпусі «А» — розміщуються адміністрація університету, актова зала, зал засідань вченої ради, деканати факультетів, кафедри, викладацькі, навчальні аудиторії та лабораторії. У корпусі «Б» розміщені приймальна комісія університету, факультет доуніверситетської освіти, підготовчі курси, музей університету, навчальні аудиторії. У корпусах «В», «Г», «Ж», «З» розміщені кафедри, викладацькі, навчальні аудиторії та лабораторії. У корпусі «Д» знаходиться науково-технічна бібліотека НУХТ. У корпусі «Е» знаходяться служби університету — відділ кадрів, бухгалтерія, відділ постачання, служба головного енергетика, служба головного механіка тощо.

## Інститути/факультети та кафедри[4]
У складі університету 3 навчально-наукових інститути та 3 факультети, які розміщені у Києві:

### Навчально-науковий інститут харчових технологій
- Кафедра біотехнології продуктів бродіння і виноробства
- Кафедра експертизи харчових продуктів
- Кафедра процесів і апаратів харчових виробництв
- Кафедра технології жирів, хімічних технологій харчових добавок та косметичних засобів
- Кафедра технології зберігання і переробки зерна
- Кафедра технології консервування
- Кафедра технології молока і молочних продуктів
- Кафедра технології м’яса і м’ясних продуктів
- Кафедра технології оздоровчих продуктів
- Кафедра технології хлібопекарських і кондитерських виробів
- Кафедра технології цукру і підготовки води
- Кафедра харчової хімії

### Навчально-науковий інженерно-технічний інститут ім.акад. І.С.Гулого
- Кафедра гуманітарних дисциплін
- Кафедра електропостачання і енергоменеджменту
- Кафедра машин і апаратів харчових та фармацевтичних виробництв
- Кафедра мехатроніки та пакувальної техніки
- Кафедра теплоенергетики та холодильної техніки
- Кафедра технологічного обладнання та комп’ютерних технологій проектування

### Навчально-науковий інститут економіки і управління
- Кафедра ділової іноземної мови та міжнародної комунікації
- Кафедра економіки і права
- Кафедра економіки праці та менеджменту
- Кафедра економічної теорії
- Кафедра маркетингу
- Кафедра міжнародної економіки
- Кафедра обліку і аудиту
- Кафедра фінансів

### Факультет Біотехнології та екологічного контролю
- Кафедра біотехнології і мікробіології
- Кафедра екології та екоменеджменту
- Кафедра фізики та професійної безпеки
- Кафедра фізичного виховання

### Факультет автоматизації і комп’ютерних систем
- Кафедра автоматизації та комп'ютерних технологій систем управління ім. проф. А.П. Ладанюка
- Кафедра вищої математики імені проф. Можара В.І.
- Кафедра інформаційних технологій, штучного інтелекту і кібербезпеки

### Факультет готельно-ресторанного та туристичного бізнесу імені проф. В.Ф. Доценка
- Кафедра готельно-ресторанної справи
- Кафедра іноземних мов професійного спрямування
- Кафедра технології ресторанної і аюрведичної продукції
- Кафедра туристичного та готельного бізнесу

## Відокремлені структурні підрозділи НУХТ[5]
- Вінницький фаховий коледж НУХТ
- Волинський фаховий коледж НУХТ
- Івано-Франківський фаховий коледж ресторанного сервісу і туризму НУХТ
- Кам’янець-Подільський фаховий коледж харчової промисловості НУХТ
- Київський фаховий коледж ресторанного господарства НУХТ
- Львівський фаховий коледж харчових технологій та бізнесу НУХТ
- Львівський фаховий коледж харчової і переробної промисловості НУХТ
- Полтавський фаховий коледж НУХТ
- Свалявський технічний фаховий коледж НУХТ
- Смілянський технологічний фаховий коледж НУХТ
- Сумський фаховий коледж НУХТ

## Ректори
- Чериковський Микола Васильович — попечитель Смілянських технічних класів (1884—1900);
- Копилов Олексій Олександрович — попечитель Смілянських технічних класів (1900—1905);
- Нагорнов Василь Корнилович — попечитель Смілянських технічних класів (1905—1917), директор Смілянського хіміко-технічного училища (1917—1918);
- Соколов Олексій Степанович — директор Смілянського хіміко-технічного училища (1918—1922);
- Кислинський Пантелеймон Максимович — директор Смілянського технікуму цукрової промисловості (1922—1929), директор Смілянського цукрового інституту (1929—1930);
- Фремель Валер´ян Борисович — директор Київського інституту цукрової промисловості (1930), Київського інституту технології цукру (1930—1932);
- Неминущий Петро Федорович — директор Київського інституту технології цукру (1932);
- Стефанський Фадей Климентович — директор Київського інституту технології цукру (1933); Київського хіміко-технологічного інституту харчової промисловості (1933—1935), Київського технологічного інститут харчової промисловості ім. А. І. Мікояна (1935—1937);
- Мікулін М.А — директор Київського технологічного інститут харчової промисловості ім. А. І. Мікояна (1937—1938);
- Кац Яків Емануїлович — директор Київського технологічного інститут харчової промисловості ім. А. І. Мікояна (1938—1941);
- Камєнєв Олександр Андрійович — директор Київського технологічного інститут харчової промисловості ім. А. І. Мікояна (1943—1944);
- Грицюк Іван Григорович — директор Київського технологічного інститут харчової промисловості ім. А. І. Мікояна (1944—1947);
- Федоров Петро Дмитрович — ректор Київського технологічного інститут харчової промисловості ім. А. І. Мікояна (1947—1962);
- Бєлявський Всеволод Вікторович — ректор Київського технологічного інститут харчової промисловості (1962—1963);
- Грицюк Іван Григорович — ректор Київського технологічного інститут харчової промисловості (1963—1970);
- Федоткін Іван Михайлович — ректор Київського технологічного інститут харчової промисловості (1970—1973);
- Гулий Іван Степанович — ректор Київського технологічного інститут харчової промисловості (1973—1993), Українського державного університету харчових технологій (1993—2002), Національного університету харчових технологій (2002—2003);
- Українець Анатолій Іванович — ректор Національного університету харчових технологій (2003—2010);
- Іванов Сергій Віталійович — ректор Національного університету харчових технологій (2010—2014);
- Українець Анатолій Іванович — ректор Національного університету харчових технологій (2014—2020);
- Шевченко Олександр Юхимович — ректор Національного університету харчових технологій (2020).

## Почесні доктори та випускники
- Аністратенко Володимир Олексійович (випускник 1951 року, завідувач кафедри спеціального обладнання харчових виробництв, завідувач кафедри машин і апаратів харчових виробництв, проректор)
- Васильченко Олександр Миколайович (генеральний директор Об'єднання «Укрхлібпром»)
- Гурнак Людмила Миколаївна (директор Київського булочно-кондитерського комбінату (БКК), заслужений працівник промисловості України, член-коресспондент Української технологічної академії)
- Дзіс Анатолій Созонович (генеральний директор ЗАТ «Київська кондитерська фабрика ім. К. Маркса», ЗАО Міжнародна Кондитерська корпорація ROSHEN, заслужений працівник промисловості України, автор 32 свідоцтв на винаходи)
- Єрошенко Володимир Олексійович (генеральний директор Київського колективного заводу «Росинка», очолює корпорацію «Росинка», номінант рейтингу «Топ-100. Найкращі топ-менеджери України»)
- Загородний Григорій Дмитрович (у 1985 р. — міністр харчової промисловості УРСР)
- Косюк Юрій Анатолійович (власник і керівник групи «Миронівський хлібопродукт», колищній радник Президента Порошенка)[6]
- Крайнєв Петро Павлович (випускник 1979 року, науковець-патентознавець, фахівець у галузі інтелектуальної власності, доктор наук у галузі права)
- Кулініч Микола Федорович (у 1981—1984 рр. — міністр харчової промисловості УРСР)
- Пархоменко Петро Миколайович (генеральний директор АТ «Київхліб», заслужений працівник промисловості України, переможець Міжнародного відкритого Рейтингу популярності та якості «Золота Фортуна-98»)
- Пономаренко Анатолій Тихонович (випускник 1958 року, доктор хімічних наук, професор з хімії та технології композитних матеріалів, академік Академії інженерних наук РФ, головний науковий співробітник Інституту синтетичних полімерних матеріалів РАН)
- Санов Микола Михайлович (1966-1981- міністр харчової промисловості УРСР)
- Слободян Олександр В'ячеславович (президент ЗАТ «Оболонь» на громадських засадах, президент ФК «Оболонь», чотири роки поспіль входить до числа найкращих топ-менеджерів України, у 2003 у рамках Міжнародного конкурсу «Золоті торгові марки» нагороджено Почесною орденською відзнакою «Суспільне визнання»)
- Сологуб Микола Аврамович (доктор технічних наук, викладач НУХТу з 1958 по 2010 рік)
- Степаненко Ігор Дмитрович (у 1965 — міністр харчової промисловості УРСР)
- Суркіс Григорій Михайлович (депутат Верховної Ради, Президент Федерації футболу України, член Виконавчого комітету УЄФА, кавалер ордену Командарма (Італія), володар першої незалежної української премії «Прометей-престиж» і титулу «Людина року» у номінаціях «Бізнесмен року»(1996, 1998), «Меценат року» (1997, 1999)
- Ткаченко Станіслав Йосипович (науковець, завідувач кафедри теплоенергетики Вінницького національного технічного університету, доктор технічних наук, професор, Заслужений працівник народної освіти України)
- Циганков Петро Семенович (випускник аспірантури при університеті, проректор з наукової роботи, завідувач та професор кафедри технології бродильних виробництв)
- Шиян Петро Леонідович (випускник 1969 року, декан факультету бродильних і цукрових виробництв, завідувач кафедри біотехнології продуктів бродіння, екстрактів і напоїв)

## Нагороди та репутація
- Орден Трудового Червоного Прапора (1980 р.)
- Почесна Грамота Кабінету Міністрів України (2000 р.)
- Всеукраїнський рейтинг вищих навчальних закладів «Компас-2012» — 7 місце.
- Рейтинг Державної служби інтелектуальної власності України — 1 місце серед вищих навчальних закладів із найвищою винахідницькою діяльністю.